# The Torch
The Torch ("La antorcha" en español) es un rascacielos situado en la Dubai Marina de Dubái, en los Emiratos Árabes Unidos. La fecha inicial de finalización se situaba alrededor de junio de 2008, pero debido a retrasos en la obra se finalizó en 2011.

## Diseño
El diseño original es de Khatib & Alami. La torre alcanza los 352 metros y tiene una superficie total construida de 94 306 m². El edificio se asenta en 3 pisos subterráneos y un podio de 4 plantas. El rascacielos tiene 86 plantas que contienen 676 apartamentos variados: más de 135 de un dormitorio, más de 135 de dos dormitorios, más de 75 de tres dormitorios, y más de 6 suites dúplex. Los tres niveles subterráneos y los cuatro del podio son utilizados para 686 plazas de aparcamiento, mientras, en las plantas 5ª y 6ª se ubican una piscina, un centro de salud, un gimnasio, cafetería, habitaciones para practicar aerobic, además de terrazas exteriores.

## Historia

### Incendio de 2015
El 21 de febrero de 2015 se declaró un incendio en el edificio, pero solamente afectó a la estructura exterior. El fuego, que se originó en la planta 50, comenzó a las 02:00 (hora local) y obligó a evacuar el rascacielos y los edificios colindantes, amenazados por las llamas debido a la fuerte tormenta de arena que sufría la ciudad desde hacía dos días. Al menos siete personas resultaron heridas por inhalación de humo y cientos fueron evacuadas de sus hogares. El mayor peligro se produjo por la caída de vidrio fundido, escombros y mobiliario desde la torre, por lo que Defensa Civil cerró todas las calles cercanas al edificio. El servicio de tranvía también fue suspendido en seis estaciones, según anunció la Autoridad de Transporte y Vialidad (RTA).

### Renovación exterior del 2016
La autorización para proceder a una renovación del revestimiento dañado durante el incendio en términos de permisos de construcción fue concedida por las autoridades de Dubái en julio de 2016. Las obras de renovación terminaron a finales de 2016.

### Incendio de 2017
Un incendio estalló en el edificio el 3 de agosto de 2017 alrededor de la 01:00 de la mañana (hora local); la causa del incendio se desconoce actualmente. Varios escombros que se desprendieron de la estructura cayeron al suelo y comenzando un segundo incendio en las calles aledañas. Funcionarios de protección civil informaron de que se había evacuado con éxito el edificio, sin haber reportado lesiones, y que se había controlado el incendio con éxito.

## Galería

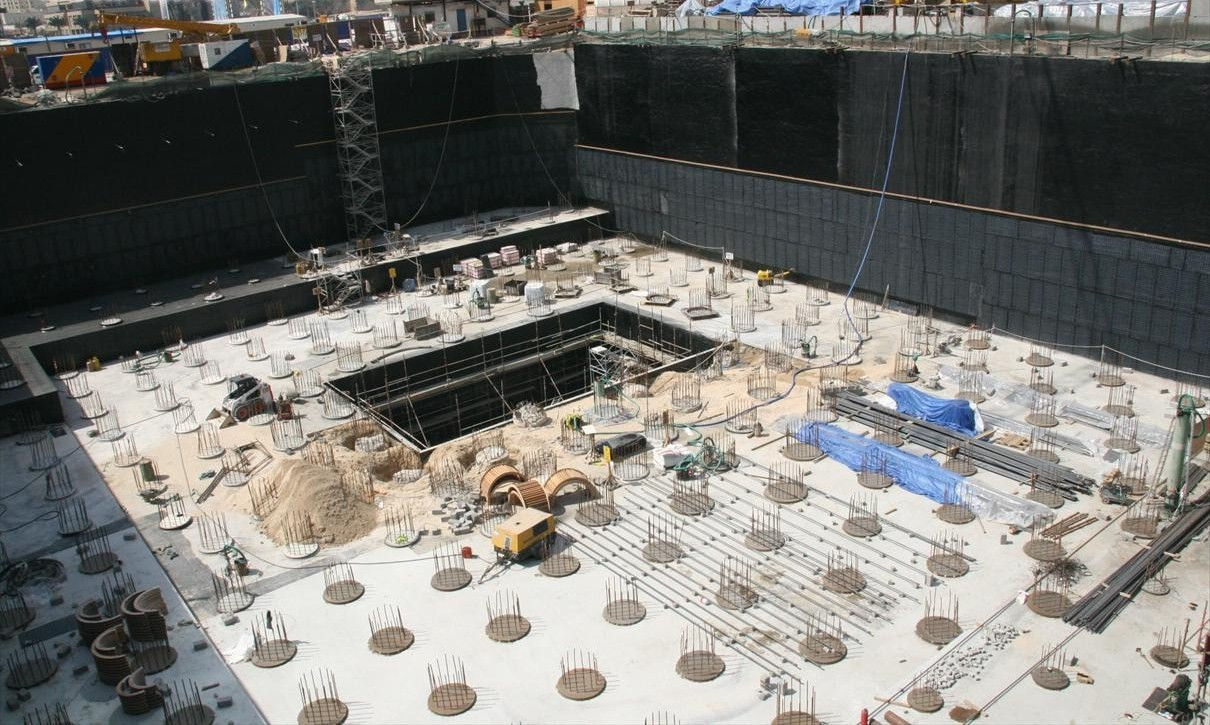
23 de febrero de 2007
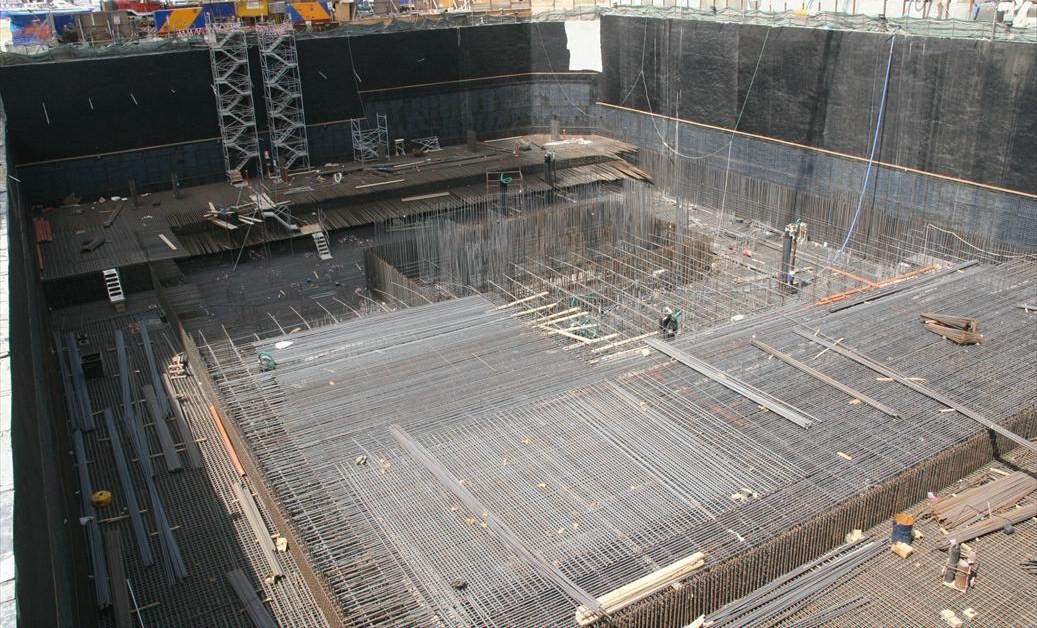
13 de abril de 2007
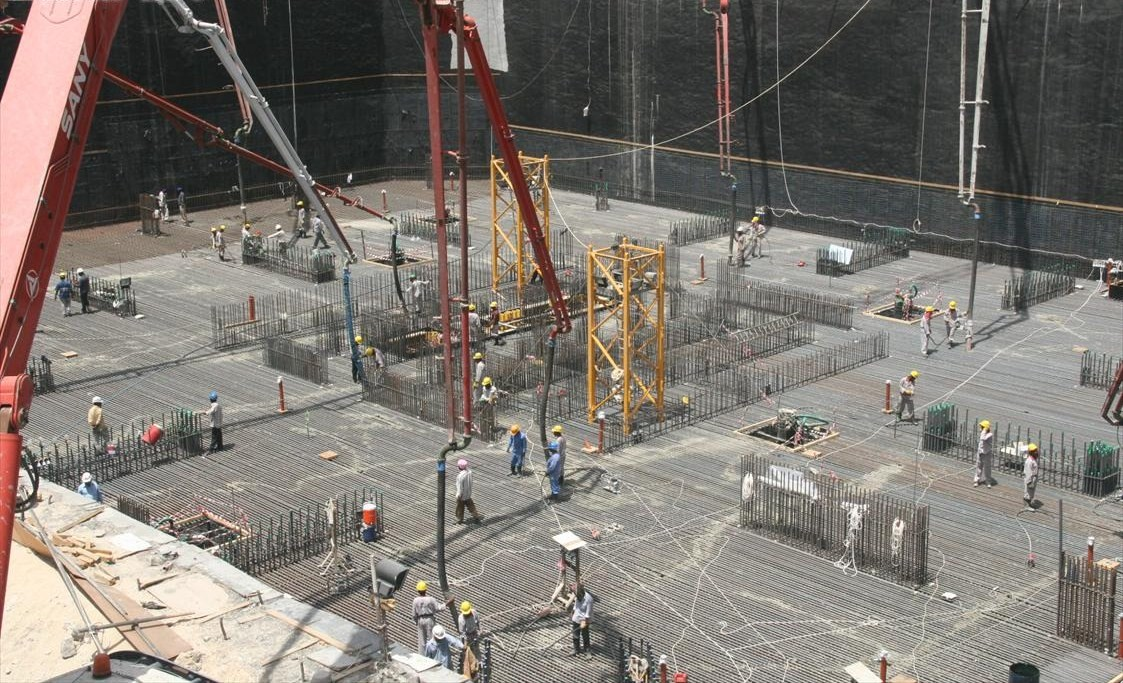
27 de abril de 2007
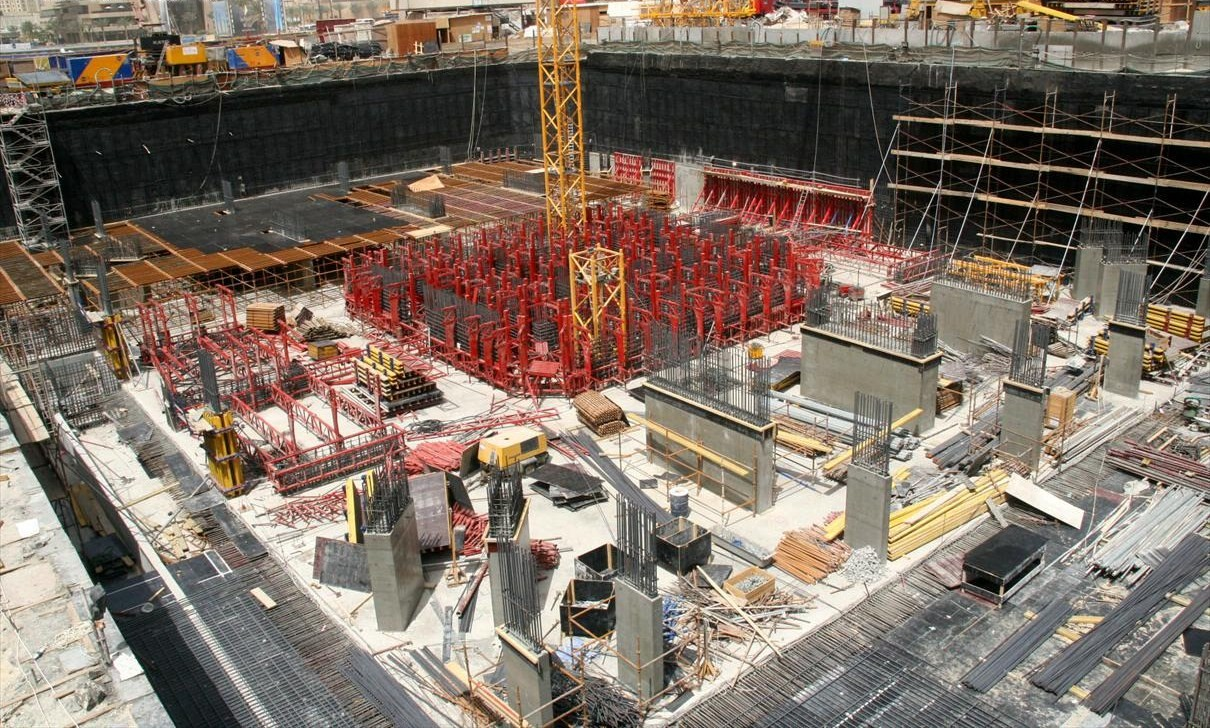
18 de mayo de 2007
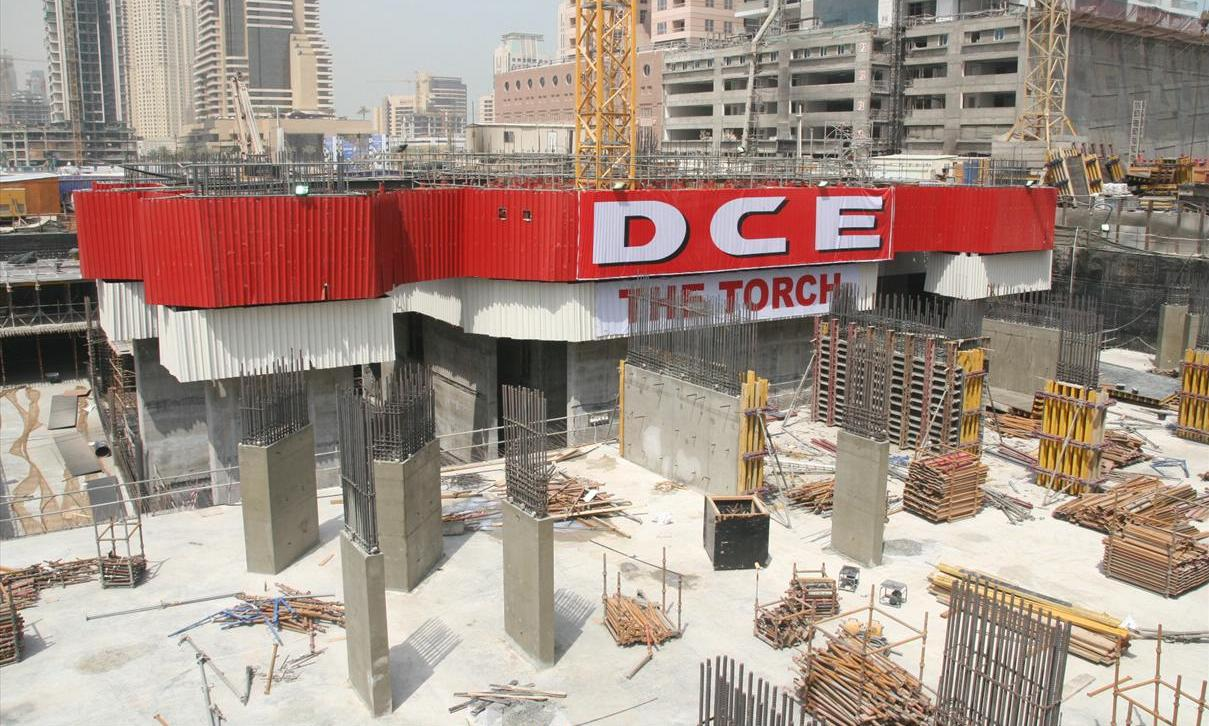
20 de julio de 2007
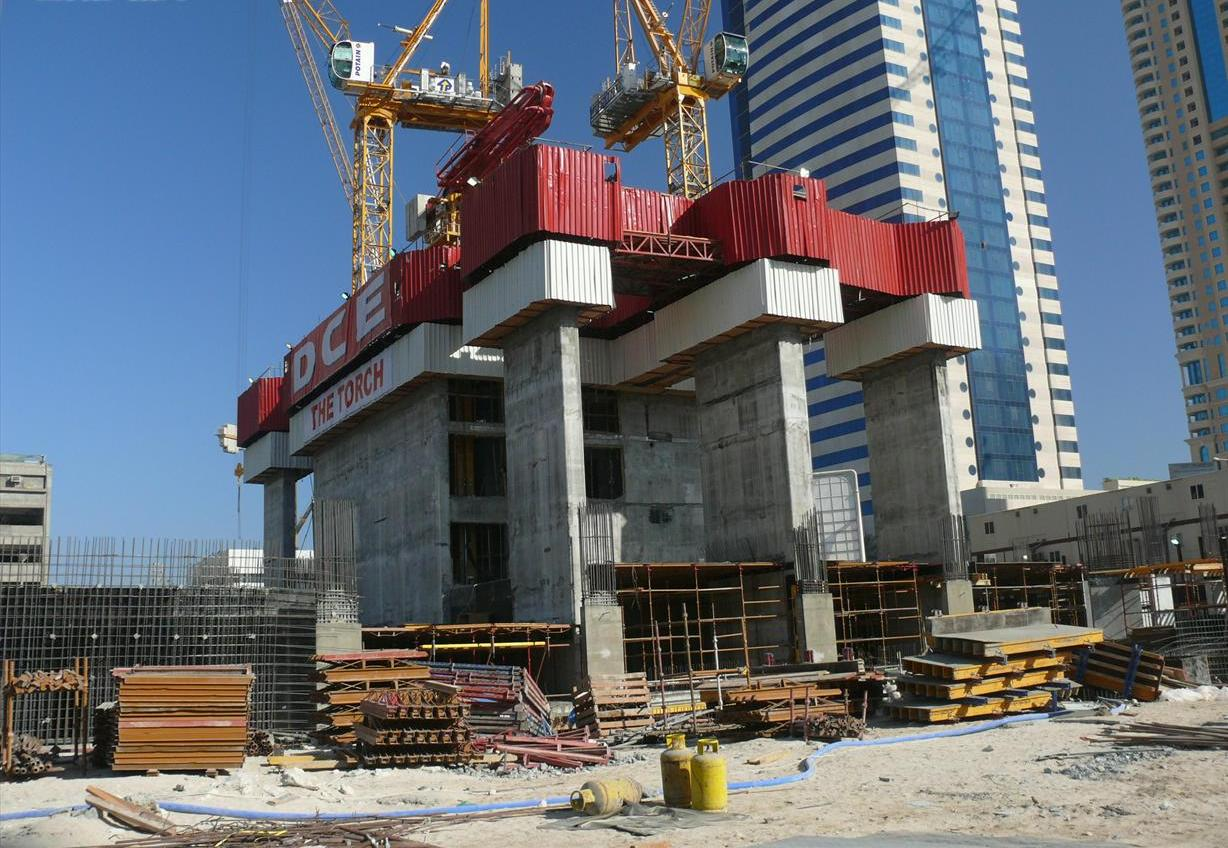
7 de septiembre de 2007
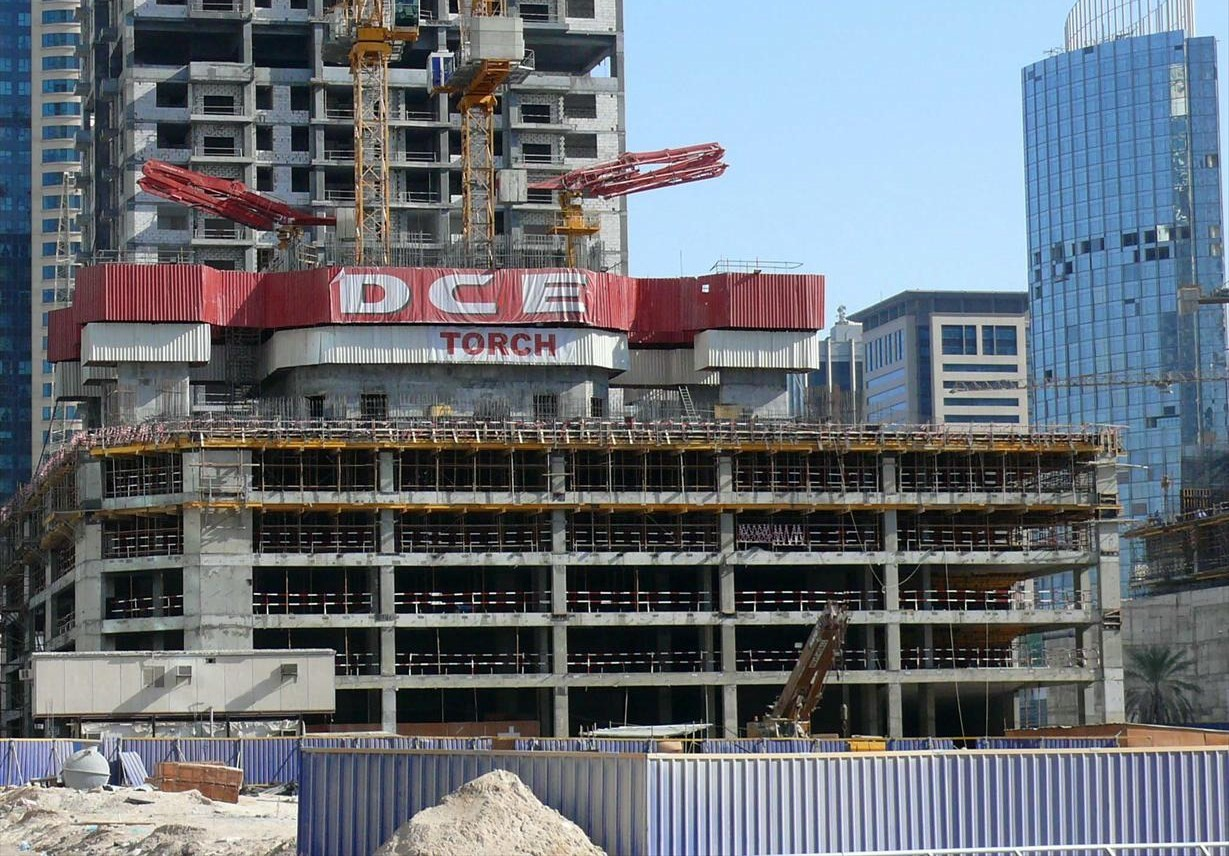
28 de diciembre de 2007
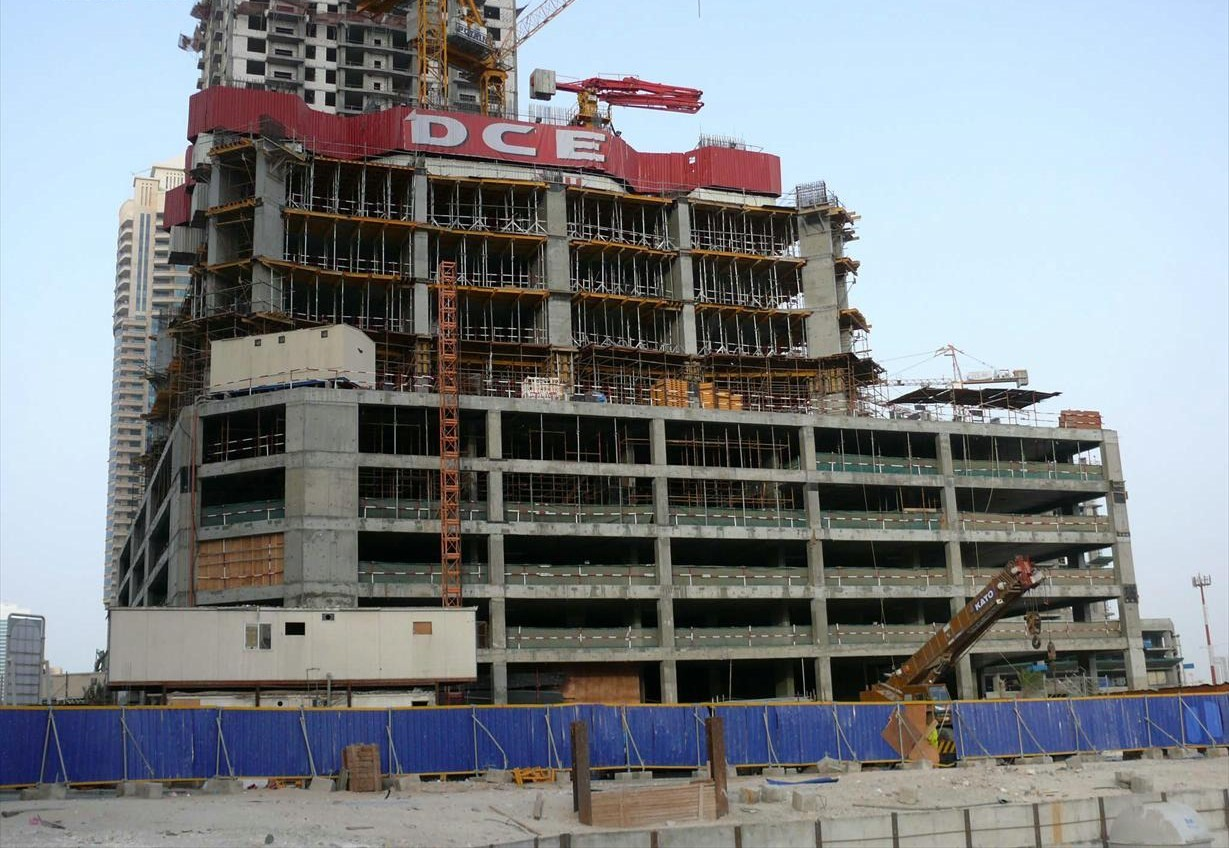
22 de febrero de 2008